# Эриксон, Кари
Ка́ри Мэ́ри Э́риксон (англ. Kari Marie Erickson, урождённая Ка́ри Мэ́ри Лиа́пис, англ. Kari Marie Liapis; род. 18 декабря 1971, Бемиджи, Миннесота) — американская кёрлингистка.
В составе женской сборной США участница зимних Олимпийских игр 2002 года.

## Достижения
- Чемпионат США по кёрлингу среди женщин: золото (1998, 2001), серебро (1997, 2002), бронза (1994, 1999).
- Американский олимпийский отбор по кёрлингу: золото (2001), бронза (1997).
- Чемпионат мира по кёрлингу среди юниоров: серебро (1992), бронза (1993).
- Чемпионат США по кёрлингу среди юниоров: золото (1990, 1992, 1993).

- Лучшая кёрлингистка года в США (англ. USA Curling Female Athlete of the Year): 1993, 2002.
- «Команда всех звёзд» (англ. All-Star Team) чемпионата мира среди юниоров: 1992, 1993.

## Команды
| Сезон   | Четвёртый    | Третий          | Второй           | Первый         | Запасной                              | Турниры            |
| ------- | ------------ | --------------- | ---------------- | -------------- | ------------------------------------- | ------------------ |
| 1989—90 | Кари Лиапис  | Стейси Лиапис   | Heidi Rollheiser | Roberta Breyen | Julie Breyen                          | ЧМЮ 1990 (6 место) |
| 1991—92 | Эрика Браун  | Кари Лиапис     | Стейси Лиапис    | Roberta Breyen | Дебби Генри                           | ЧМЮ 1992           |
| 1992—93 | Эрика Браун  | Кари Лиапис     | Стейси Лиапис    | Дебби Генри    | Аналисса Джонсон                      | ЧМЮ 1993           |
| 1997—98 | Кари Эриксон | Лори Крекло     | Стейси Лиапис    | Энн Суиссхелм  | Риса О’Коннелл тренер: Michael Liapis | ЧМ 1998 (9 место)  |
| 2000—01 | Кари Эриксон | Дебби Маккормик | Стейси Лиапис    | Энн Суиссхелм  | Джони Коттен тренер: Michael Liapis   | ЧМ 2001 (6 место)  |
| 2001—02 | Кари Эриксон | Дебби Маккормик | Стейси Лиапис    | Энн Суиссхелм  | Джони Коттен                          | ЗОИ 2002 (4 место) |

(скипы выделены полужирным шрифтом)

## Частная жизнь
Её младшая сестра — Стейси Лиапис, также кёрлингистка, они некоторое время играли в одной команде. Их отец, Майкл Лиапис, работает тренером по кёрлингу; в частности, несколько лет тренировал команду, где играли его дочери.
В замужестве Кари носит фамилию Эриксон. Её муж — Даррен Эриксон (англ. Darren Erickson), у них двое сыновей — Захари (англ. Zachary) и Сэмюэл Уокер (англ. Samuel Walker).